# Уанака (озеро)
Уанака (англ. Lake Wanaka) — озеро в Новой Зеландии в регионе Отаго. Площадь — 193 км². Высота — 280 метров над уровнем моря.

## Название
Название озера имеет маорийское происхождение. При этом его правильное написание — Оанака (маори Oanaka). В переводе с языка маори означает «место Анака» (Анака — местный племенной вождь).

## История
Традиционными жителями района, в котором расположено озеро, являются представители коренного новозеландского народа маори. Первым европейцем, достигшим Уанака, стал Натаниел Чалмерс (произошло это в 1853 году). В сопровождении маори он прошёл от Тутурау (Саутленд) к озеру через реку Каварау, вернувшись впоследствии к месту отбытия на лодке, спустившись по реке Клута. Около 1859 года другие европейские исследователи обнаружили в близлежащей долине Макарора разрушенную маорийскую деревню. В 1861 году на южной окраине озера появились первые овцеводческие фермы.

## География

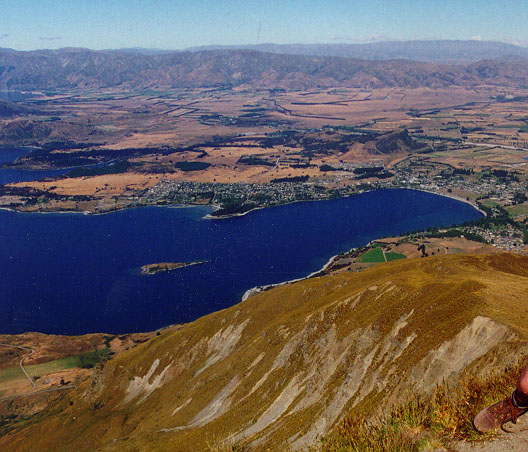
Южная часть озера Уанака

Озеро расположено в центральной части острова Южного к северу от одноимённого курортного города. Со всех сторон окружено Южными Альпами — горной цепью высотой до 3000 метров, при этом с западной стороны местность более гористая, чем с восточной. Озеро находится в долине, образовавшейся в результате ледниковой эрозии в ходе последнего ледникового периода около 10 тысяч лет назад. Берега на юго-западе и юго-востоке пологие. С севера в озеро впадает река Макарора, с юго-запада — Матукитуки. Из юго-восточной части озера вытекает река Клута. Вдоль юго-восточного берега расположен город Уанака. Западнее озера проходит шоссейная дорога, практически вплотную прилегающая к северной части озера. Поблизости расположено озеро Хавеа, которое также находится в параллельной долине, вырытой ледником. Минимальное расстояние между двумя озёрами составляет всего около 1000 м.
Имеет вытянутую с юга на север форму длиной 42 километра и шириной от 2,5-4,5 километра в средней и северной частях до 14 километров в расширенной южной части. Берега озера относительно ровные в центральной и северной частях, в южной части изрезаны несколькими небольшими узкими заливами. В южной части лежит несколько островов размером до 2,2 километра. Многие из них являются экологическими заповедниками. Средняя глубина — 300 м.

## Туризм
В наше время озеро Уанака — известный новозеландский курорт. Недвижимость в районе озера очень дорога, стоимость дома может достигать нескольких миллионов евро[значимость факта?]. Расположенные рядом горы привлекают также любителей лыжного спорта.

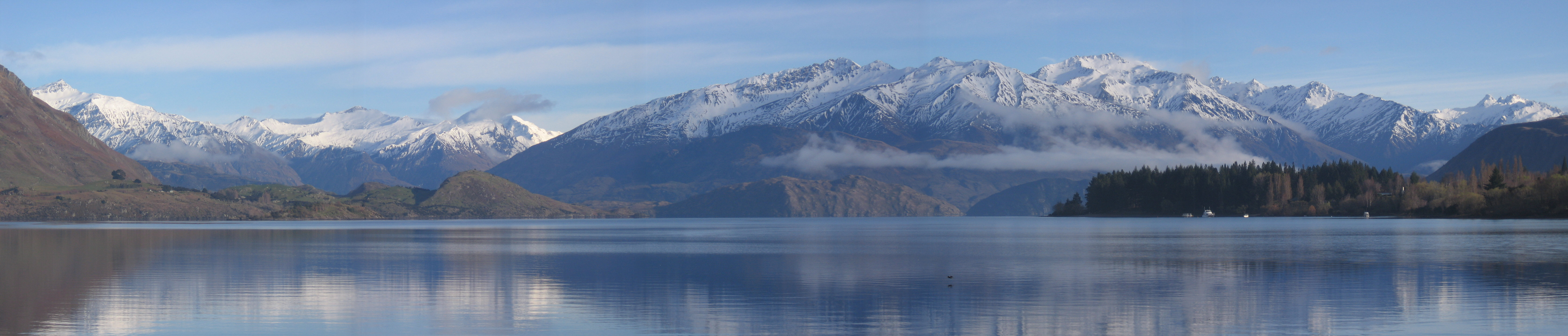
Панорама озера

## Климат
Климат в районе озера умеренный, средняя дневная температура в январе составляет 26,1 °C, в июле — 10,1 °C. Минимальная температура в январе может достигать 1,4 °C, в июне — −8,2 °C. Среднегодовое количество осадков достигает 682 мм (достаточно низкий показатель по сравнению с соседним регионом Фьордленда и Уэст-Коста). Ветра, как правила, северо-западного направления.
| Показатель                     | Янв. | Фев. | Март | Апр. | Май  | Июнь | Июль | Авг. | Сен. | Окт. | Нояб. | Дек. | Год   |
| ------------------------------ | ---- | ---- | ---- | ---- | ---- | ---- | ---- | ---- | ---- | ---- | ----- | ---- | ----- |
| Средний суточный максимум, °C  | 23,9 | 23,4 | 20,8 | 17,3 | 12,2 | 8,4  | 8,4  | 11,0 | 14,4 | 16,8 | 19,8  | 21,9 | 16,5  |
| Средний суточный минимум, °C   | 10,8 | 10,4 | 8,4  | 5,1  | 1,6  | −0,9 | −1,2 | −0,2 | 2,4  | 5,0  | 7,3   | 9,6  | 4,9   |
| Норма осадков, мм              | 56,9 | 50,2 | 60,7 | 56,4 | 62,7 | 54,5 | 52,2 | 52,8 | 56,4 | 63,1 | 54,7  | 51,9 | 672,5 |
| Источник: www.lakewanaka.co.nz |      |      |      |      |      |      |      |      |      |      |       |      |       |